# Desa Sumbersono (administrativ by i Indonesien, lat -7,50, long 112,09)
Desa Sumbersono är en administrativ by i Indonesien.   Den ligger i provinsen Jawa Timur, i den västra delen av landet, 600 km öster om huvudstaden Jakarta. Desa Sumbersono ligger vid sjöarna  Waduk Logawe och Waduk Sumbersono.